# Bramocharax bransfordii
Bramocharax bransfordii es una especie de peces de la familia Characidae en el orden de los Characiformes.

## Morfología
Los machos pueden llegar alcanzar los 15 cm de longitud total.

## Alimentación
Come principalmente peces  (cíclidos y pecílidos y, en segundo término, insectos acuáticos y terrestres.

## Hábitat
Vive en zonas de clima tropical entre 23 °C - 36 °C de temperatura.

## Distribución geográfica
Se encuentran en Centroamérica:  cuencas de los lagos  Nicaragua y  Managua.